# Barbatana (futebolista)
João Lacerda Filho, mais conhecido como Barbatana (Ponte Nova, 11 de fevereiro de 1929 — Belo Horizonte, 29 de junho de 2011) foi um jogador e técnico de futebol.

## Carreira

### Jogador
Como jogador do Atlético Mineiro foram 37 jogos e 5 gols marcados e conquistou o Campeonato Mineiro de 1958.

### Treinador
Comandou o Atlético Mineiro em 1966, 1976 a 1978 e 1982. No total, Barbatana dirigiu 227 jogos pelo time, sendo 143 vitórias, 56 empates e 28 derrotas.
Técnico responsável por comandar uma das gerações de ouro do clube, em meados da década de 1970. Como treinador dos juvenis, em 1971, após ver Reinaldo, com apenas 14 anos, dar show em seu primeiro jogo, o entregou aos cuidados de Zé das Camisas, um dos maiores descobridores de talentos da história do Atlético Mineiro. A decisão foi fundamental para o crescimento de Reinaldo.
Dirigiu a equipe que encantou o Brasil no Campeonato Brasileiro de 1977, quando foi vice-campeão invicto. Pertencia a Barbatana a maior sequência invicta (22 jogos, entre 1977 a 1978) e a mais longa série de vitórias consecutivas (oito, em 1977, ao lado de Hilton Chaves, em 1986) em Campeonatos Brasileiros. Os números, até 2007, faziam de Barbatana o técnico com melhor aproveitamento de pontos em Brasileirões no comando do Galo, com 67,20% entre 1976 e 1978.
Entre 1983 e 84, comandou a Seleção de Novos da Indonésia.

## Morte
Morreu em Belo Horizonte no dia 29 de junho de 2011, vítima do Mal de Alzheimer.